# نقابة الإصابات والتأهيل
نقابة الإصابات والتأهيل مصر هي نقابةٌ تضم جميع أخصائيين الإصابات والتأهيل داخل جمهورية مصر العربية، بهدف تعزيز التعاون بين المتخصصين في المجال وذلك بهدف الارتقاء بمهنة الإصابات والتأهيل، وتأسست النقابة وفقاً لقانون المنظمات النقابية، وتضم النقابة في عضويتها خريجي كليات التربية الرياضية الحاصلين على درجة البكالوريوس حتى الدكتوراة والحاصلين عليها من قسم علوم الصحة الرياضية أو قسم الإصابات والتأهيل بكليات التربية الرياضية.

## الأهداف
- الارتقاء بمستوى مهنة الإصابات والتأهيل
- دعم الباحثين الدراسات العليا.
- الارتقاء بالمستوى الأخلاقي للإصابات والتأهيل.
- رعاية أخصائيين الإصابات لحالتهم الاجتماعية، والطبية، الدخل الكريم، مستوى المعيشة.
- الخدمة التأهيلية والرعاية الأساسية.
- توثيق الروابط بين العالم العربي والإسلامي والمنظمات.[5]